# Motometer (Marke)
Motometer (historisch auch Moto Meter, Moto Meter Hermann Schlaich, MotoMeter, Moto-Meter bzw. MM) ist  eine Marke für Mess- und Anzeigeinstrumente für Autowerkstatt und Fahrzeugausrüstung. Das ursprünglich selbständige Unternehmen hat seinen Ursprung am Anfang des 20. Jahrhunderts in der Umgebung von Stuttgart.

## Geschichte

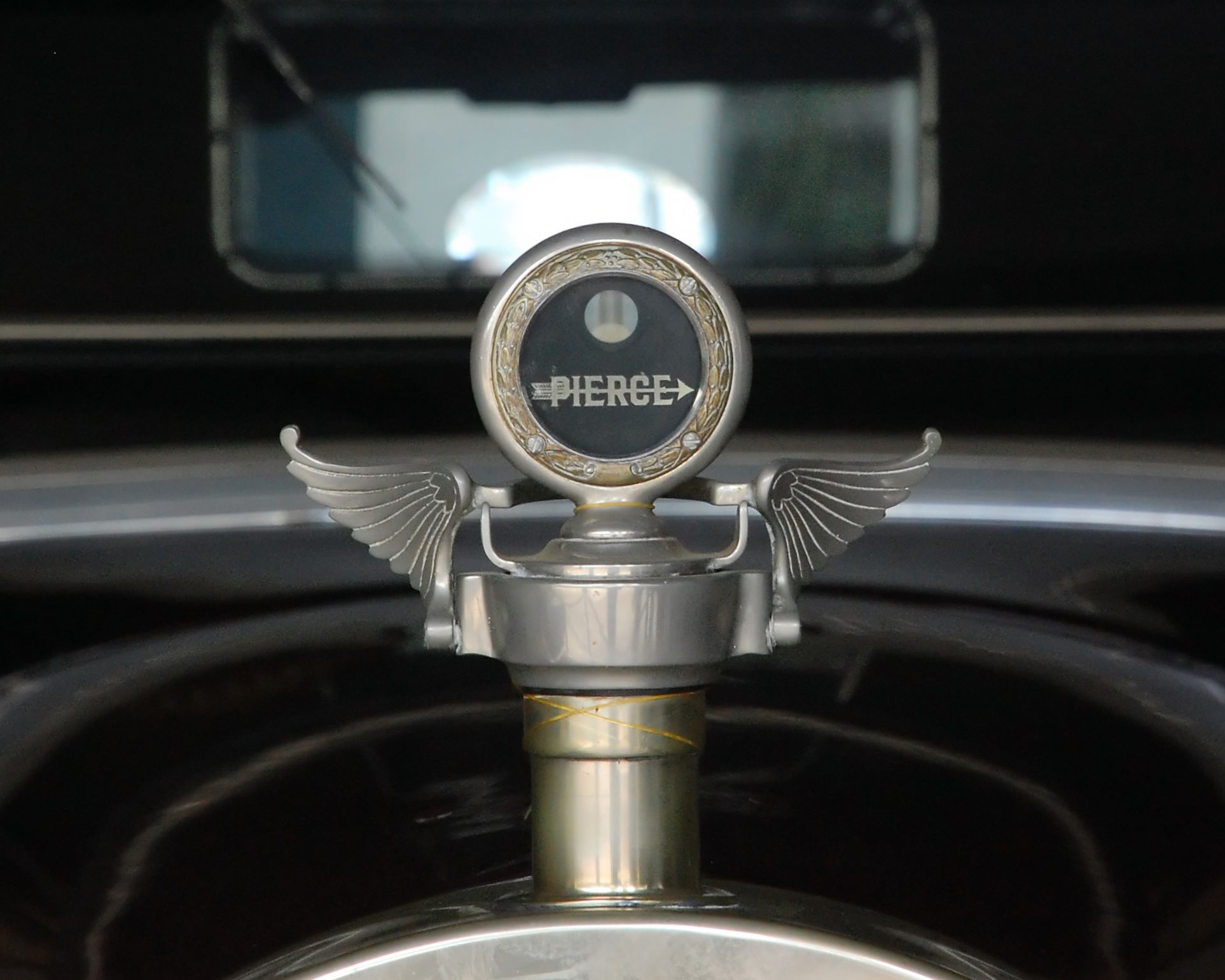
Beidseitig ablesbares Boyce Moto Meter mit Verzierung auf einem US-amerikanischen Pierce-Arrow von 1919.

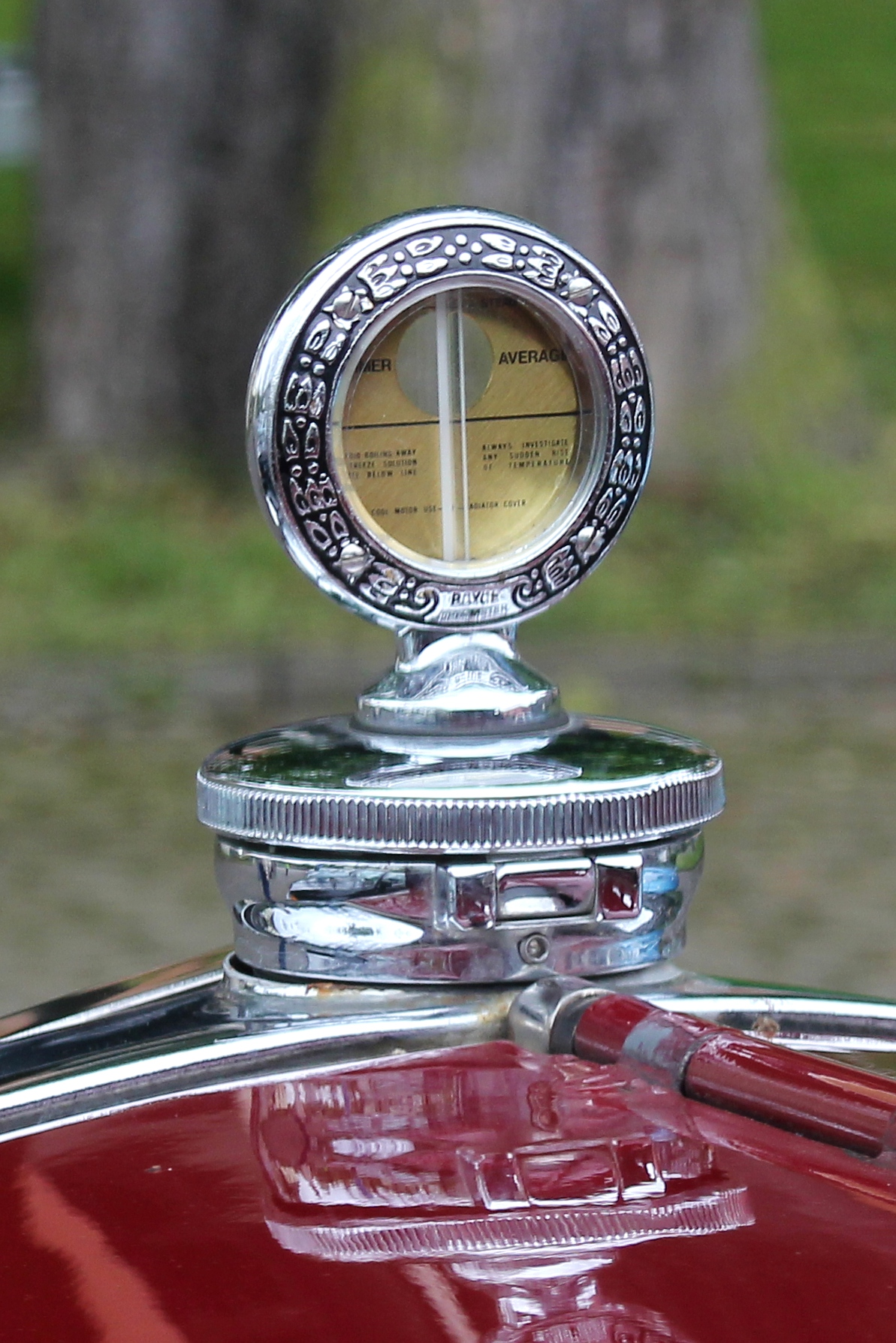
Moto Meter an einem Ford A von 1929.

### Gründungszeit: 1912 bis 1945
1912 gründete der in die USA ausgewanderte Württemberger Hermann Schlaich in New York die Firma Boyce MOTO METER in New York, die sich zunächst mit der Entwicklung und Produktion von Kühlerthermometern befasste. 1917 brachte er das Kapillarrohr-Fernthermometer auf den Markt, das der Fahrer von seinem Sitzplatz aus ablesen konnte. In kurzer Zeit erlangte Schlaich auf dem Gebiet der Kühlwassermessung die Monopolstellung. 1925 wurde die Moto-Meter-GmbH, Frankfurt a. M. erstmals in Geschäftsunterlagen genannt, 1926 dann als „Moto Meter Hermann Schlaich GmbH“ erstmals in das Handelsregister in Stuttgart eingetragen. 1938 verlegte Schlaich seine Produktion nach Stuttgart und beschäftigte bald darauf rund 300 Mitarbeiter. In dieser Zeit brachte die Firma verschiedene neue Instrumente, wie den Reifenluftdruckprüfer und Industrie- und Ölfernthermometer auf den Markt. Dieser arbeitete nach dem damals neuartigen Bimetall-Prinzip. Über die Rolle des Unternehmens in der Zeit der NS-Herrschaft ist nichts bekannt, in seiner aktuellen Jubiläumsbroschüre schreibt das Unternehmen zu dieser Periode:

„Die MOTO METER Qualität überzeugte, was zu einer erneuten Vergrößerung der Fertigung führte. Unterstützung erhielt Schlaich durch seine Familie, die ihm während den ersten Kriegsjahren tatkräftig zur Seite stand. Aber der Krieg ging auch an Schlaich nicht spurlos vorüber. 1945 waren von den Anlagen nur noch Trümmer übrig. Es folgte ein halbes Jahr Zwangsverwaltung, da die Alliierten einige MOTO METER Produkte als ‚gefährlich‘ einstuften. Trotz allen Widrigkeiten konnte MOTO METER bereits 1946 wieder liefern. Dies lag auch an der Begeisterung und dem Erfindergeist des zukunftsorientierten Schlaich und dessen Mitarbeiter.“

### Nachkriegszeit: 1946 bis 1977
1950 entwickelte Hermann Schlaich den Kompressionsdruckschreiber (KPS). 1953 verstarb Hermann Schlaich, geschäftsführender Gesellschafter wurde sein Sohn Robert. Ab dieser Zeit setzte das Unternehmen den Schwerpunkt auf das Erstausrüstungsprogramm für Automobile, Landmaschinen und die allgemeine Maschinenindustrie. Das bisherige Programm von Manometern, Tachometern und kombinierten Instrumenten, sowie kompletten Armaturenträgern wurde jetzt um  Test- und Prüfgeräte für Werkstätten erweitert. Robert Schlaich, der als ausgebildeter Ingenieur selbst über technisches Verständnis verfügte, setzte die damals modernsten Techniken für die Produkte ein, so z. B. das Wirbelstromprinzip für die Konstruktion von Tachometern. Der in dieser Zeit entwickelte Kompressionsdruckschreiber wird heute noch genutzt, denn er gibt Auskunft über den Druck in den einzelnen Zylindern, ohne dass zuvor der Motor demontiert werden muss.
Solchen Entwicklungen und vor allem ihrer wirtschaftlichen Nutzung war vor allem die zunehmende Motorisierung der damaligen westdeutschen Gesellschaft förderlich und das Unternehmen expandierte. 1960 wurde die Produktion in Leonberg aufgenommen, ein weiterer Standort wurde in Neckarhausen gefunden, damit stieg die Zahl der Beschäftigten auf über 1.000 im Jahr 1962. Vier Jahre darauf führte Schlaich eine Umstrukturierung der Gesellschaft durch. Die Moto Meter Hermann Schlaich GmbH ging bei gleichem Namen in die Meß-, Regel- und Steueranlagen Gesellschaft über, der Geschäftszweck wurde ausgeweitet mit dem Ziel einer umfassenden Abdeckung des gesamten Segments in Produktion und Handel, einschließlich Rohmaterialien und Halbzeuge und aller damit zusammenhängenden Geschäfte. 1966 besaß das Unternehmen neben den genannten Werken in Stuttgart, Leonberg und Neckarhausen noch ein viertes in Nagold, in denen zusammen 1.100 Mitarbeiter beschäftigt waren.
Nur zwei Jahre später schied Robert Schlaich aus der Geschäftsführung aus und wurde durch Heinz Oppermann ersetzt, der 1969 das Unternehmen in Moto Meter GmbH umfirmierte und den Sitz der Hauptniederlassung Leonberg verlegte. Die Produkte wurden mit prozessorgesteuerten Anzeigensystemen ausgerüstet, die nun auf einem einzigen Display die Informationen zusammenfasste, die bis dahin von Einzelinstrumenten angezeigt wurden. Damit erzielte man einen Marktanteil von zehn Prozent im europäischen und 20 Prozent im bundesdeutschen Erstausrüstergeschäft für Instrumentenkombinationen. 1974 wurde das produzierte Sortiment um Fahrtenschreiber ergänzt. Die wirtschaftlichen Erfolge ließen eine erneute Änderung der Unternehmensform sinnvoll erscheinen, und so wurde es 1977 in eine Aktiengesellschaft umgewandelt.

### Selbstbehauptung in den achtziger Jahren
Die von Robert Schlaich in den Jahren ab 1966 eingeleitete Ausweitung des Geschäftszwecks erwies sich als nicht dauerhaft durchführbar, so dass man in den achtziger Jahren den Weg zurück einschlug und sich wieder auf die Kernkompetenzen des Unternehmens im Automotive-Sektor konzentrierte. Durch die wachsenden Fortschritte in der Mikroelektronik war es möglich, die schon zuvor produzierten Displays weiter zu vervollkommnen bis hin zu Großdisplays, die alle verfügbaren Informationen bündeln. Um spezifischen Kundenwünschen nachzukommen, begann man mit der Entwicklung von Custom Chips, also anwendungsspezifischen integrierten Schaltungen oder ASICs.

### Die neunziger Jahre: Übernahmen und Liquidation
1991 wurde die Moto Meter AG mehrheitlich durch die Robert Bosch GmbH übernommen. Bosch/Motometer besaß 1991 innerhalb der Europäischen Union im stark konzentrierten Markt für Kombiinstrumente einen Marktanteil von ca. 10 % und stand damit an dritter Stelle. Marktführer waren Magneti Marelli und VDO. Bosch/Motometer lieferte 95 % der von deutschen Autoherstellern verbauten Kombiinstrumente.
1992 wurde das Unternehmen in MM Messtechnik GmbH umfirmiert. Diese Gesellschaft ging als MotoMeter GmbH einen Vertrag mit der Robert Bosch GmbH ein, Heinz Oppermann schied aus dem Unternehmen aus. 1996 wurde die IVEKA Automotive Technologies Schauz GmbH mit Sitz in Mühlacker-Lomersheim gegründet, welche die Marke Motometer übernahm und seitdem fortführt.
Die zwanzig Jahre zuvor gegründete Moto Meter AG bestand formal noch bis 1997. Im Zuge ihrer Liquidation durch die Robert Bosch GmbH beschloss das Bundesverfassungsgericht 2000 auf eine Beschwerde der Schutzgemeinschaft der Kleinaktionäre, dass jede Liquidierung durch einen Mehrheitsaktionär gerichtlich überprüft werden muss. Die eigentliche Beschwerde wurde wegen Geringfügigkeit abgewiesen, da die Schutzgemeinschaft nur zwei Aktien der Moto Meter AG besaß. 2001 erwarben die beiden Geschäftsführer der IVEKA, Hans Schauz und Roland Klein die Markenrechte von MOTOMETER. 2005 wurde die IVEKA Automotive Technologies Schauz GmbH zum Vertragspartner von Stoneridge Electronics. Ein Jahr nach dem Ausscheiden von Hans Schauz wurde die IVEKA GmbH zertifizierte Ausbildungsstätte. Im Oktober 2011 wurde die IVEKA GmbH zur Motometer GmbH. Zum 1. April 2014 wurden die Bereiche Fahrtschreiber, Fahrtschreiberzubehör sowie Flottenmanagementsysteme an die Stoneridge Aftermarket GmbH übertragen.

## Heutige Produkte und Gliederung des Unternehmens

Heutiges Logo

Das Leistungsspektrum der Motometer-Gruppe erstreckt sich heute von OEM-Produkten (zugelieferte Produkte für Original Equipment Manufacturer und AM-Produkten Aftermarket) bis hin zu kundenspezifischen Sonderlösungen für kleinere und mittlere Serien.
Die Motometer Gruppe setzt sich heute aus drei Teilbereichen zusammen, dem Bereich Handel, Vertrieb und Service, dem Bereich Entwicklung und dem Bereich Fertigung, die durch rechtlich eigenständige Unternehmen vertreten werden. Geschäftsführer sind Roland Klein und Joachim Bulla.